# Tunip
Tunip era una ciutat estat de Síria, esmentada per primer cop als texts egipcis i després sovint en els hitites. La seva situació no es coneix. El més probable és que fos a la vall mitjana de l'Orontes al sud del Ghab. La ciutat era "a dos dies de marxa de Nuhase" i Nuhase, al sud d'Alep, ocupava la part nord del mitjà Orontes. Algunes inscripcions egípcies la situen a la terra d'Amurru.
Cap a l'any 1900 aC, la ciutat ja es menciona com una de les que comerciaven amb Egipte en temps d'Amenemhet II, segons indiquen els "llibres dels dies" egipcis. Cap a l'any 1500 aC, el rei de Tunip era un vassall dels hurrites de Mitanni.
Tuthmosis III va realitzar diverses campanyes als territoris de Síria amb la intenció d'establir allí una presència permanent dels egipcis situant administradors locals favorables a Egipte. Durant la seva primera campanya va vèncer una gran coalició de Canaan comandada pel rei de Kadesh a la batalla de Meguidó. Tuthmosis va establir relacions diplomàtiques amb els estats de la zona, i els hitites van veure que la intervenció del faraó aturava els intents d'expansió de Mitanni a aquella zona. Possiblement va ser Hantilis II o el seu successor Zidantas que va enviar regals com a tribut a Tuthmosis. L'èxit de les campanyes de Tuthmosis, de tipus purament militar, no van tenir un resultat significatiu per la presència egípcia a la zona. La seva última campanya a Síria, la dissetena, va consistir en un intent d'avortar la rebel·lió de les ciutats de Tunip, una de les més importants del nord de Síria, i de Cadeix. Quasi amb tota seguretat aquesta rebel·lió tenia el recolzament de Mitanni. Des d'Irqata a la vora de Sumur, ciutats properes a la moderna Tartus, els egipcis van ocupar Tunip a la meitat del segle xv aC i les ciutats d'Ullassa, Sumur, Irqata i Ardata, conquistades per Egipte, li pertanyien, i el regne de Cadeix. Les conquestes egípcies van quedar sense resposta per part de Mitanni i finalment un tractat va confirmar la nova situació.
Cap a l'any 1400 aC un tractat entre els reis Ir-Addu (Ir-Dim) de Tunip i Niqmepa d'Alalakh situa Tunip a la frontera amb Alalakh; Tunip es trobaria situada al sud del riu Ghab, a la vall mitjana de l'Orontes. El rei Aziru d'Amurru la va conquerir i potser l'any 1365 aC va passar al costat dels hitites i Subiluliuma I va signar un tractat amb la ciutat.
Al final del segle xiv aC la va conquerir Seti I, però després la va perdre. Ramsès II diu que va conquerir Dapur, ciutat de la regió de Tunip a la terra de Naharin; Dapur era a la terra d'Amurru i, per tant, Tunip seria també a Amurru, i en aquest cas l'única posició factible es Tell Asharneh. Això es va posar en dubte per la troballa d'un document a Baalbek escrit en caràcters cuneïformes que portava el nom de Baal Tunip, reforçant la teoria de Velikovsky que identificava Tunip amb Baalbek, però aquesta identificació té avui dia molt pocs seguidors.
L'any 721 aC el rei assiri Sargon II va destruir la ciutat i va restar abandonada fins al temps de la Primera Croada al començament del segle xii, quan s'hi va establir una guarnició militar d'observació dels croats potser el 1109, i es van construir alguns magatzems, torres d'observació i casernes, controlat la ciutat d'Apamea mes al sud, i vigilant als àrabs que dominaven el proper castell de Qalat Sheizar.